# (58991) 1998 SJ4
1998 أس جاي 4 (ويعرف أيضًا باسم (58991) 1998 أس جاي 4 وفق تسمية الكوكب الصغير) (بالإنجليزية: 1998 SJ4)‏ هو كويكب ضمن حزام الكويكبات؛ وترتيبه 58991 من حيث الاكتشاف.
اكتُشف هذا الجُرم الفلكي بواسطة William G. Dillon ‏ في 19 سبتمبر 1998.

## وصلات خارجية
- (58991) 1998 SJ4 في قاعدة بيانات مختبر الدفع النفاث لأجرام النظام الشمسي الصغيرة

- الاكتشاف · مخطط المدار ·  العناصر المدارية · المعلمات المادية

- (58991) 1998 SJ4 على موقع ويكي سكاي: DSS2, SDSS, GALEX, IRAS, Hydrogen α, X-Ray, Astrophoto, Sky Map, Articles and images